# Leatherface: The Texas Chainsaw Massacre III
Leatherface: The Texas Chainsaw Massacre III is een Amerikaanse film uit 1990 en het vervolg op de bekende horrorklassieker The Texas Chain Saw Massacre uit 1974 en The Texas Chainsaw Massacre 2 uit 1986. Deze film werd geregisseerd door Jeff Burr.

## Verhaal
Michelle (Kate Hodge) en haar vriend Ryan (William Butler) rijden met hun auto door het uitgestrekte Texas. Eenmaal bij een tankstation ontmoeten ze Tex (Viggo Mortensen), die hen vertelt over een weg die niet op de kaart staat, maar wel veel sneller is. Als ze bij het tankstation dan worden bedreigd door de gestoorde eigenaar Alfredo Tom Everett), gaan ze er in alle haast vandoor en nemen de weg waar Tex het over had. Maar Michelle en Ryan komen al snel tot de ontdekking dat ze naar een heel verkeerde plaats zijn gestuurd, als ze in handen komen van de familie Sawyer. Deze familie bestaat onder andere uit een invalide moeder (Miriam Byrd-Nethery), de technische Tinker (Joe Unger) en een enorme vent met een masker van mensenvlees en een gigantische kettingzaag als wapen, oftewel Leatherface (R.A. Mihailoff).

## Rolverdeling
| Acteur              | Personage                          |
| ------------------- | ---------------------------------- |
| Kate Hodge          | Michelle                           |
| Ken Foree           | Benny                              |
| R.A. Mihailoff      | Leatherface/Junior                 |
| Tom Everett         | Alfredo Sawyer                     |
| Viggo Mortensen     | Eddie 'Tex' Sawyer                 |
| William Butler      | Ryan                               |
| Joe Unger           | Tinker Sawyer                      |
| Miriam Byrd-Nethery | Mama Sawyer                        |
| Jennifer Banko      | Leatherface's dochter              |
| Beth DePatie        | Gina                               |
| Duane Whitaker      | Kim                                |
| Caroline Williams   | Vanita "Stretch" Brock (onvermeld) |

## Trivia
- De tekst 'The Saw is Family', dat op de kettingzaag van Leatherface staat, is een tekst van Drayton uit The Texas Chainsaw Massacre 2.
- Peter Jackson was de eerste keuze van New Line Cinema om de film te regisseren.
- De films bevatte oorspronkelijk veel extreme scènes, maar er werd hevig in geknipt.
- Caroline Williams uit The Texas Chainsaw Massacre 2 is in het begin van de film kort te zien als tv-verslaggever.
- Alfredo bevat overeenkomsten met de lifter uit het origineel, zoals bijvoorbeeld de foto die hij van Michelle maakt en hem dan probeert te verkopen.
- Viggo Mortensen was niet de eerste keuze voor Tex en deed het zelfs slecht bij zijn auditie. Hij werd aangenomen nadat de gecaste acteur werd ontslagen.
- Deze film zou oorspronkelijk een grote scène bevatten waarin Leatherface zijn masker afdoet en de kijker voor het eerst zijn gezicht kan zien zonder masker. En ook al is de opbouw naar deze scène nog steeds te zien, het idee om Leatherface zonder masker te laten zien ging uiteindelijk niet door. New Line Cinema wilde dit idee voor het vervolg bewaren, maar ook hier werd het niet gebruikt. Uiteindelijk werd het pas in de remake The Texas Chainsaw Massacre uit 2003 gedaan.

## Vervolgfilms
Vervolgen
- Texas Chainsaw Massacre: The Next Generation (1994)

Nieuwe versie
- The Texas Chainsaw Massacre (2003)

Vervolg op de nieuwe versie
- The Texas Chainsaw Massacre: The Beginning (2006)

Vervolg op het origineel uit (1974)
- Texas Chainsaw 3D (2013)